# 1313
Évszázadok: 13. század – 14. század – 15. század
Évtizedek: 1260-as évek – 1270-es évek – 1280-as évek – 1290-es évek – 1300-as évek – 1310-es évek – 1320-as évek – 1330-as évek – 1340-es évek – 1350-es évek – 1360-as évek
Évek: 1308 – 1309 – 1310 – 1311 –  1312 – 1313 – 1314 – 1315 – 1316 – 1317 – 1318

## Események

### Határozott dátumú események
- október 26. – Károly Róbert a veszprémi ispánságért cserébe megszerezi Ákos nembeli István veszprémi püspöktől a Csepel-szigeti tizedet.[1]

### Határozatlan dátumú események
- Zára városa ismét Velencéhez pártol.

## Születések
- április 17. – III. Konstantin örmény király († 1362/63)
- Giovanni Boccaccio, itáliai reneszánsz humanista († 1375)

## Halálozások
- április – János (John de Balliol) skót király (* 1250 körül)
- augusztus 24. – VII. Henrik német-római császár (* 1275 körül)